# Michael Silberbauer
Michael Silberbauer, född 7 juli 1981, är en dansk före detta fotbollsspelare. Han spelade under sin karriär för bland annat Ålborg BK, FC Köpenhamn, FC Utrecht och Young Boys. 
Silberbauer spelade totalt 25 landskamper för Danmarks herrlandslag i fotboll och gjorde ett mål.